# Canoa de Pesse

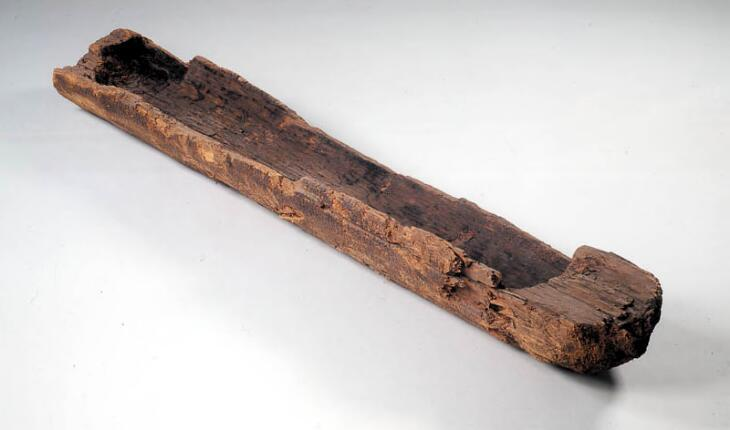
La canoa de Pesse

La canoa de Pesse se considera el barco más antiguo conocido del mundo. La datación por carbono muestra que el bote se fabricó durante el período mesolítico temprano, entre los años 8040 y 7510 a. C. Actualmente la canoa se encuentra en el Museo Drents en Assen, Países Bajos.

## Descripción
La embarcación es una canoa de 298 centímetros de largo y 44 centímetros de ancho. Los arañazos que se encuentran en las paredes de la canoa sugieren que probablemente fue tallada con herramientas de sílex o de cuerno.

## Historia

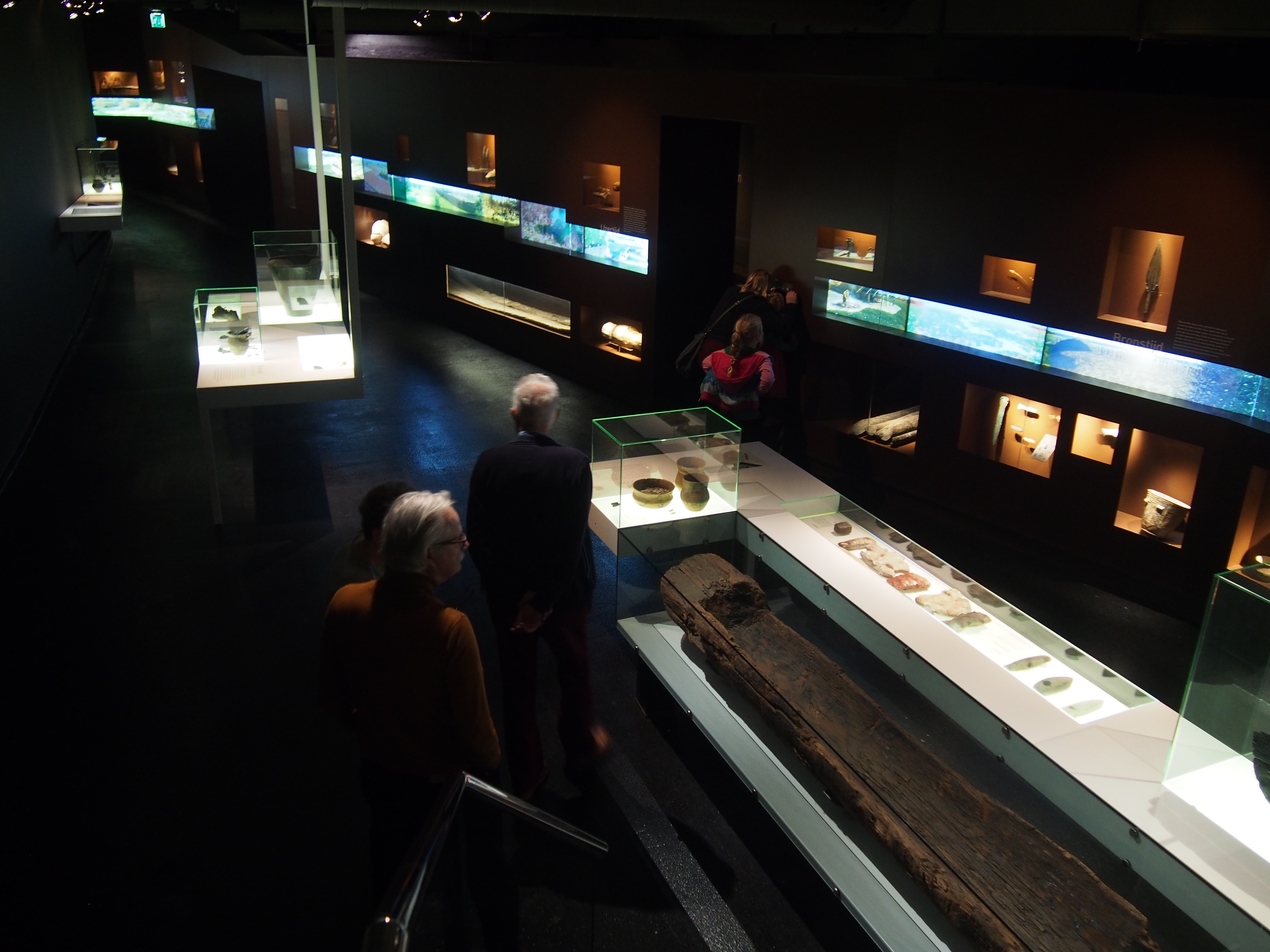
Drents Museum, 2019.

El barco fue encontrado en 1955 durante la creación de la autopista holandesa A28. La autopista se encuentra al sur del pueblo de Pesse, en Hoogeveen. Para hacer la base de la autopista la turba fue removida; durante esta construcción un operador de grúa encontró lo que él creía que era un tronco de árbol a 2 metros bajo tierra. El agricultor local Hendrik Wanders vio el tronco y lo llevó a observación. Entregó la canoa a la Universidad de Groninga, donde fue examinada y liofilizada para detener la descomposición. Más tarde fue llevada al Museo Drents, cerca del sitio del descubrimiento.

## Controversia
Muchos se han preguntado si la canoa de Pesse fue realmente un barco. Algunos historiadores daneses cuestionaron si un bote tan pequeño podía navegar. En 2011, una canoa similar fue construida por el arqueólogo Jaap Beuker y remada con éxito por un piragüista. Otros pensaron que la canoa podía ser otra cosa, creyendo que se usaba como pesebre de animales. Beuker argumentó que en la época en que se fabricó el barco los humanos todavía no cuidaban de animales porque no tenían ganado, por lo que no podía haber sido un comedero de animales. Además, la embarcación se parece a otras canoas prehistóricas.